# ایستگاه پایونیر ویلج
ایستگاه پایونیر ویلج (انگلیسی: Pioneer Village station) یک ایستگاه متروی زیرزمینی در خط یک یانگ–یونیورسیتی متروی تورنتو است.